# Миколай Фірлей (гетьман)

Герб Леварт

Микола́й Фірле́й (пол. Mikołaj Firlej; 1460 — 1526) — державний, політичний, військовий діяч Польського королівства. Представник шляхетського роду Фірлеїв гербу Леварт. Великий гетьман коронний (1515–1526).

## Біографія
Син судді і писаря Люблінської землі (Ziemia lubelska) Пйотра Фірлея з Домбровиці (?—1499) та Ядвіги Осмульської гербу Бонча.
За Шимоном Старовольским, вчився військової справи біля руського воєводи Анджея Одровонжа. За Бартошем Папроцким, замолоду воював у Чехії. З 1485 року був придворним польського короля Казимира IV Яґеллончика.. Під час нападу татар 1516 року з подільським воєводою Марціном Каменецьким пустився за ними в погоню на чолі 2000 вершників під Вишнівець, через перевагу ворога не дав битви. Були конфісковані маєтності тих, хто не заплатив військову таксу. Брав участь у битві під Сокалем 1519 року.
Обіймав посаду великого гетьмана коронного з 1515 по 1526 рік. Був також: хорунжим краківським, старостою люблінським, каштеляном люблінським у 1502–1520-х, каштеляном краківським з 1520, воєводою люблінським у 1507–1514 роках, воєводою сандомирським (1514—1526). 1486 року брав участь у посольстві до германського імператора Фрідріха III. 1487 року взяв участь у поході королевича Яна I Ольбрахта проти татар, битві під Копистирином. У 1489 і 1502 роках — посол при дворі османського султана. 1497 року брав участь у невдалому військовому поході короля Яна І Ольбрахта на Буковину. 1499 року брав участь у підписанні нової унії між Польщею та Великим князівством Литовським.
Був висланий королем Олександром Ягеллончиком до Чернівців для «розмежування» кордонів Корони та Молдавії, посередниками були угорські посли. За їх присутності заявив, що не розпочне встановлювати кордони, поки Покуття не повернуть урядникам короля Польщі. Перемовини не дали позитивного результату для Корони.
1522 року хворів, зібрана воювати шляхта розійшлася з-під Медики. 1523 року татари безкарно грабували руські землі. 1524, літо — під час нищівного нападу татар знаходився в Львові, висилаючи тільки невеликі загони проти нападників, які розбили над Серетом невеликий їх загін. За це був гостро критикований на сеймі. 1526 року записав скарбниці 1000 злотих, забезпечених на Казімєзькому старостві; за це король надав його дожиттєво сину Пйотрові.

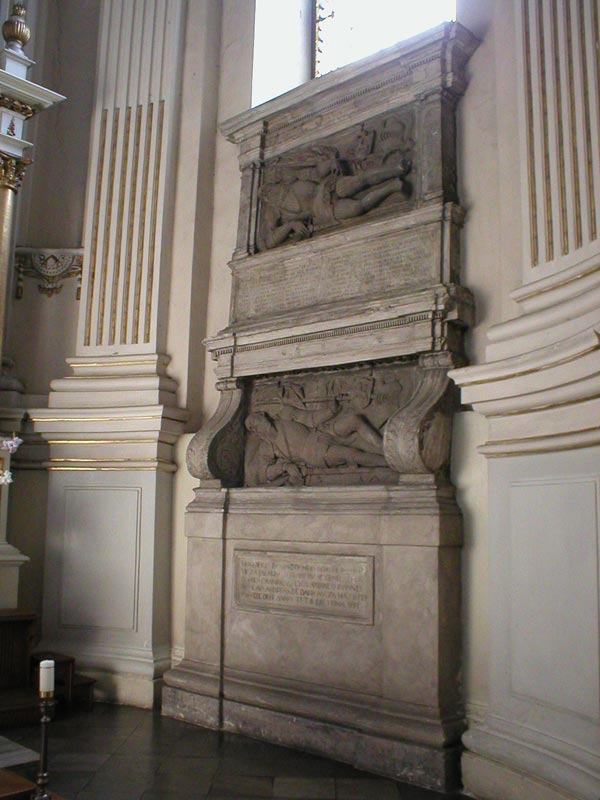
Надгробок Миколая та Пйотра Фірлеїв

Був похований у костелі домніканців у Любліні. Надгробок з похвальним віршем П. Роз'юша було поставлено за сприяння сина Пйотра.
Дружина — Анна Мелецька (сестра каштеляна завихостського Станіслава з Мельця, тітка подільського воєводи Яна Мелецького) гербу Гриф. Мали синів Пйотра (помер 1553), Миколая (загинув під Сокалем 1519), дочок Катажину, Барбару, Анну.